# Brad Stuver
Bradley Stuver, detto Brad (Cleveland, 16 aprile 1991), è un calciatore statunitense, portiere dell'Austin FC.

## Carriera
Debutta in MLS il 16 ottobre 2016, disputando con la maglia dei Columbus Crew l'incontro perso per 3-2 contro i N.Y. Red Bulls.

## Statistiche

### Presenze e reti nei club
Statistiche aggiornate al 4 luglio 2022.
| Stagione         | Squadra                | Campionato       | Campionato | Campionato | Coppe nazionali | Coppe nazionali | Coppe nazionali | Coppe continentali | Coppe continentali | Coppe continentali | Altre coppe | Altre coppe | Altre coppe | Totale | Totale |
| Stagione         | Squadra                | Comp             | Pres       | Reti       | Comp            | Pres            | Reti            | Comp               | Pres               | Reti               | Comp        | Pres        | Reti        | Pres   | Reti   |
| ---------------- | ---------------------- | ---------------- | ---------- | ---------- | --------------- | --------------- | --------------- | ------------------ | ------------------ | ------------------ | ----------- | ----------- | ----------- | ------ | ------ |
| mar.-ago. 2014   | Dayton Dutch Lions     | USL Pro          | 1          | -2         | USOC            | 1               | -5              |                    | -                  | -                  |             | -           | -           | 2      | -7     |
| ago.-dic. 2014   | Wilmington Hammerheads | USL Pro          | 10+1       | -9+0       | USOC            | -               | -               |                    | -                  | -                  |             | -           | -           | 11     | -9     |
| 2015             | Columbus Crew          | MLS              | 0          | 0          | USOC            | 2               | -3              |                    | -                  | -                  |             | -           | -           | 2      | -3     |
| 2016             | Columbus Crew          | MLS              | 2          | -7         | USOC            | 2               | -2              |                    | -                  | -                  |             | -           | -           | 4      | -9     |
| 2017             | Columbus Crew          | MLS              | 0          | 0          | USOC            | 1               | -1              |                    | -                  | -                  |             | -           | -           | 1      | -1     |
| 2018             | New York City          | MLS              | 2          | -4         | USOC            | 1               | -4              |                    | -                  | -                  |             | -           | -           | 3      | -8     |
| 2019             | New York City          | MLS              | 5          | -6         | USOC            | 3               | -2              |                    | -                  | -                  |             | -           | -           | 8      | -8     |
| 2020             | New York City          | MLS              | 1          | 0          |                 | -               | -               | CCL                | 0                  | 0                  |             | -           | -           | 1      | 0      |
| 2021             | Austin FC              | MLS              | 33         | -53        |                 | -               | -               |                    | -                  | -                  |             | -           | -           | 33     | -53    |
| 2022             | Austin FC              | MLS              | 31+3       | -42+-6     | USOC            | 0               | 0               |                    | -                  | -                  |             | -           | -           | 34     | -48    |
| 2023             | Austin FC              | MLS              | 34         | -55        | USOC            | 2               | -2              | CCL                | 2                  | -3                 | LC          | 2           | -6          | 40     | -66    |
| 2024             | Austin FC              | MLS              | 34         | -48        |                 | -               | -               |                    | -                  | -                  | LC          | 2           | -2          | 36     | -50    |
| Totale Austin FC | Totale Austin FC       | Totale Austin FC | 132+3      | -198+-6    |                 | 2               | -2              |                    | 2                  | -3                 |             | 4           | -8          | 143    | -217   |
| Totale carriera  | Totale carriera        | Totale carriera  | 156        | -239       |                 | 12              | -19             |                    | 2                  | -3                 |             | 4           | -8          | 174    | -269   |